# Arthroleptis loveridgei
Arthroleptis loveridgei de Witte, 1933 è una specie di anfibio anuro, appartenente alla famiglia degli Artroleptidi.

## Etimologia
L'epiteto specifico è stato assegnato in onore dell'erpetologo americano Arthur Loveridge.

## Distribuzione e habitat
È endemica della Repubblica Democratica del Congo.